# 小平邦彥
小平邦彥（1915年3月16日—1997年7月26日）是日本数学家，長野縣出身。以在代数几何和緊複解析曲面(analytic surface)理论方面的出色工作而著名。他也是代数几何日本流派的奠基人，也是20世紀數學界的代表人物之一。他在1954年获得菲尔兹奖，是获此荣誉的首位日本人。他也是为数不多的同获菲尔兹奖和沃尔夫奖的数学家之一。

## 生平
- 小平邦彥早年於东京帝国大学理学部数学科及理論物理学科畢業（後來成為东京大学名譽教授）。
- 1949年应数学大师外尔的邀请，在普林斯頓高等研究院(IAS)进行研究，1961年離開。
- 他在1954年因為對調和積分論、代数曲面分類(緊複解析曲面的結構和分類)等各項研究而获得菲尔兹奖。
- 1962年任约翰霍普金斯大学教授。
- 1965年转任斯坦福大学教授，同年当选日本科学院院士。
- 1967年返回日本。曾领导了日本数学教学改革。
- 晩年於学习院大学執教。
- 1985年榮獲1984年度沃爾夫數學獎。

## 著作
- 解析入门
- 复分析

## 参看
- 小平消沒定理
- 小平-史賓沙映射
- 小平維度
- 小平嵌入定理
- 霍奇理論
- 日本人沃爾夫獎得主